# Объединение тоголезского народа
Объединение тоголезского народа (фр. Rassemblement du Peuple Togolais, RPT) была правящей политической партией в Того с 1969 по 2012 год. Партия была основана президентом Гнассингбе Эйадема, и возглавлена его сыном, президентом Фором Гнассингбе после смерти первого в 2005. Фор Гнассингбе заменил RPT новой правящей партией, Союзом за республику (UNIR), в апреле 2012 года, распустив RPT.

## История
RPT была основана 30 апреля 1969 года под руководством президента Гнассингбе Эйадема (за основу было взято название 1-й партии президента Шарля де Голля — «Объединение французского народа»). Первым Генеральным секретарем партии был Эдем Коджо. Это была единственная юридически разрешенная партия в стране, роль которой ещё больше укрепилась в новой конституции, принятой в 1979 году. В соответствии с её положениями, президент партии избирался на семилетний срок президентом республики и подтверждался в должности плебисцитом.
После 22 лет однопартийного правления RPT в июле-августе 1991 года была проведена Национальная конференция, на которой было создано переходное правительство, ведущее к многопартийным выборам. RPT была законно распущена Национальной конференцией 27 августа 1991 года. После того, как в ноябре 1991 года Верховным Советом Республики (переходный парламент) партия была запрещена, произошёл политический кризис, в ходе которого солдаты, лояльные к Эйадема, потребовавшему снятия запрета RPT, захватили в декабре премьер-министра Джозефа Коку Коффигоха.
На выборах в 1994 году заняла второе место
На парламентских выборах, состоявшихся 27 октября 2002 года, партия получила 72 из 81 места в Национальной ассамблее Того. После смерти Эйадема в феврале 2005 года RPT назначил его сына Фора Гнассингбе лидером партии и её кандидатом на президентских выборах 24 апреля 2005 года, на которых он выиграл 60,2 % голосов.
IX съезд RPT был проведён в декабре 2006 года, а Солитоки Эссо был избран Генеральным секретарем партии на трёхлетний срок. Предыдущие генеральные секретари — Коффи Сама, избранный в конце 2000 года, и Дама Драмани, избранный в конце 2003 года.
RPT выиграла 50 из 81 места Национального собрания на парламентских выборах в октябре 2007 года.